# Samsung Galaxy Tab

Logo-ul Samsung Galaxy Tab până în 2015

Samsung Galaxy Tab este o linie de calculatoare tabletă cu sistem de operare Android produsă de Samsung Electronics. Primul model a fost Samsung Galaxy Tab 2010 cu ecran de 7 inci, care a fost prezentat publicului pe 2 septembrie 2010 la IFA Berlin și a fost disponibil pe 5 noiembrie 2010. De atunci au fost lansate mai multe modele, inclusiv modele cu ecrane de 7,7, 8,9 și 10,1 inci. Versiunile Wi-Fi ale tabletei includ un sistem GPS, iar tabletele 3G/4G/5G adaugă capacitatea celulară.
Începând cu 2024, produsele actuale sunt Galaxy Tab S la nivel de flagship, Galaxy Tab A la nivel de entry-to-mid-range și Galaxy Tab Active la nivel de mid-range robust. Tabletele flagship suportă stylusul digital S Pen și utilizează chipset-ul Snapdragon din seria 8. 

## Modele

### Samsung Galaxy Tab Pro
| 2010 | Samsung Galaxy Tab 7.0        |
| 2011 | Samsung Galaxy Tab 7.0 Plus   |
| 2011 | Samsung Galaxy Tab 7.7        |
| 2011 | Samsung Galaxy Tab 8.9        |
| 2011 | Samsung Galaxy Tab 10.1       |
| 2012 | Samsung Galaxy Tab 2 7.0      |
| 2012 | Samsung Galaxy Tab 2 10.1     |
| 2013 | Samsung Galaxy Tab 3 7.0      |
| 2013 | Samsung Galaxy Tab 3 8.0      |
| 2013 | Samsung Galaxy Tab 3 10.1     |
| 2014 | Samsung Galaxy Tab 3 Lite 7.0 |
| 2014 | Samsung Galaxy Tab 4 7.0      |
| 2014 | Samsung Galaxy Tab 4 8.0      |
| 2014 | Samsung Galaxy Tab 4 10.1     |

Seria originală Galaxy Tab a fost prima linie de tablete Samsung. Ulterior, aceasta a fost împărțită în patru linii separate: seria Galaxy Tab S pentru tabletele high-end, seria Galaxy Tab Active pentru tabletele robuste mid-range, seria Galaxy Tab A pentru tabletele mid-range și seria Galaxy Tab E pentru tabletele entry-level. Modificările ulterioare au dus la repoziționarea seriei A la nivelul entry-level și la extinderea seriei S la nivelul mid-range.

#### 2010
- Samsung Galaxy Tab 7.0

#### 2011
- Samsung Galaxy Tab 7.0 Plus
- Samsung Galaxy Tab 7.7
- Samsung Galaxy Tab 8.9
- Samsung Galaxy Tab 10.1

#### 2012
- Samsung Galaxy Tab 2 7.0
- Samsung Galaxy Tab 2 10.1

#### 2013
- Samsung Galaxy Tab 3 7.0
- Samsung Galaxy Tab 3 8.0
- Samsung Galaxy Tab 3 10.1

#### 2014
- Samsung Galaxy Tab 3 Lite 7.0
- Samsung Galaxy Tab 3v 7.0
- Samsung Galaxy Tab 4 7.0
- Samsung Galaxy Tab 4 8.0
- Samsung Galaxy Tab 4 10.1
- Samsung Galaxy Tab 4 Education

### Samsung Galaxy Tab S
| 2014 | Samsung Galaxy Tab Pro 8.4  |
| 2014 | Samsung Galaxy Tab Pro 10.1 |
| 2014 | Samsung Galaxy Tab Pro 12.2 |
| 2015 |                             |
| 2016 | Samsung Galaxy Tab Pro S    |

Dispozitivele originale Galaxy Tab Pro, lansate în 2014, erau o serie de trei tablete high-end care rulau sistemul de operare Android. Aceste tablete aveau să fie succedate de seria Galaxy Tab S. În 2016, Samsung a lansat un alt dispozitiv din linia Tab Pro, Galaxy TabPro S, deși acea tabletă rula Windows 10 în loc de Android. Aceasta a fost succedată de Samsung Galaxy Book în anul următor.

#### 2014
- Samsung Galaxy Tab Pro 8.4
- Samsung Galaxy Tab Pro 10.1
- Samsung Galaxy Tab Pro 12.2

#### 2016
- Samsung Galaxy TabPro S

### Samsung Galaxy Tab
| 2014 | Samsung Galaxy Tab S                    |
| 2015 | Samsung Galaxy Tab S2                   |
| 2016 |                                         |
| 2017 | Samsung Galaxy Tab S3                   |
| 2018 | Samsung Galaxy Tab S4                   |
| 2019 | Samsung Galaxy Tab S5e                  |
| 2019 | Samsung Galaxy Tab S6                   |
| 2020 | Samsung Galaxy Tab S6 Lite              |
| 2020 | Samsung Galaxy Tab S7                   |
| 2020 | Samsung Galaxy Tab S7+                  |
| 2021 | Samsung Galaxy Tab S7 FE \| Fan Edition |
| 2022 | Samsung Galaxy Tab S8                   |
| 2022 | Samsung Galaxy Tab S8+                  |
| 2022 | Samsung Galaxy Tab S8 Ultra             |
| 2022 | Samsung Galaxy Tab S6 Lite 2022         |
| 2023 | Samsung Galaxy Tab S9                   |
| 2023 | Samsung Galaxy Tab S9+                  |
| 2023 | Samsung Galaxy Tab S9 Ultra             |
| 2023 | Samsung Galaxy Tab S9 FE                |
| 2023 | Samsung Galaxy Tab S9 FE+               |

Seria Galaxy Tab S este cea mai importantă linie de tablete Samsung, care rulează sistemul de operare Android și reflectă seria Galaxy S de smartphone-uri.

#### 2014
- Samsung Galaxy Tab S 8.4
- Samsung Galaxy Tab S 10.5

#### 2015
- Samsung Galaxy Tab S2 8.0
- Samsung Galaxy Tab S2 9.7

#### 2017
- Samsung Galaxy Tab S3

#### 2018
- Samsung Galaxy Tab S4

#### 2019
- Samsung Galaxy Tab S5e
- Samsung Galaxy Tab S6

#### 2020
- Samsung Galaxy Tab S6 Lite
- Samsung Galaxy Tab S6 5G
- Samsung Galaxy Tab S7
- Samsung Galaxy Tab S7+

#### 2021
- Samsung Galaxy Tab S7 FE | Fan Edition

#### 2022
- Samsung Galaxy Tab S8
- Samsung Galaxy Tab S8+
- Samsung Galaxy Tab S8 Ultra
- Samsung Galaxy Tab S6 Lite 2022[2]

#### 2023
- Samsung Galaxy Tab S9
- Samsung Galaxy Tab S9+
- Samsung Galaxy Tab S9 Ultra
- Samsung Galaxy Tab S9 FE
- Samsung Galaxy Tab S9 FE+

#### 2024
Samsung Galaxy Tab S6 Lite 2024

### Samsung Galaxy Tab A
| 2015 | Samsung Galaxy Tab A 8.0 (2015)              |
| 2015 | Samsung Galaxy Tab A 8.0 (2015) și S Pen     |
| 2015 | Samsung Galaxy Tab A 9.7 (2015)              |
| 2015 | Samsung Galaxy Tab A 9.7 (2015) și S Pen     |
| 2016 | Samsung Galaxy Tab A6 7.0 (2016)             |
| 2016 | Samsung Galaxy Tab A 10.1 (2016)             |
| 2017 | Samsung Galaxy Tab A 8.0 (2017)              |
| 2018 | Samsung Galaxy Tab A 8.0 (2018)              |
| 2018 | Samsung Galaxy Tab A 10.5 (2018)             |
| 2019 | Samsung Galaxy Tab A 8.0 (2019)              |
| 2019 | Samsung Galaxy Tab A 8.0 pentru copii (2019) |
| 2019 | Samsung Galaxy Tab A 8.0 (2019) și S Pen     |
| 2019 | Samsung Galaxy Tab A 10.1 (2019)             |
| 2020 | Samsung Galaxy Tab A 8.4 (2020)              |
| 2020 | Samsung Galaxy Tab A7 10.4 (2020)            |
| 2021 | Samsung Galaxy Tab A7 Lite (2021)            |
| 2021 | Samsung Galaxy Tab A7 pentru copii (2021)    |
| 2022 | Samsung Galaxy Tab A8 10.5 (2022)            |
| 2023 | Samsung Galaxy Tab A9 8.7 (2023)             |
| 2023 | Samsung Galaxy Tab A9+ (2023)                |

Seria Galaxy Tab A este o linie de tablete de gamă joasă (anterior de gamă medie), care reflectă seria Galaxy A de smartphone-uri de gamă medie.

#### 2015
- Samsung Galaxy Tab A 8.0
- Samsung Galaxy Tab A 9.7

#### 2016
- Samsung Galaxy Tab A 7.0
- Samsung Galaxy Tab A 10.1

#### 2017
- Samsung Galaxy Tab A 8.0

#### 2018
- Samsung Galaxy Tab A 8.0
- Samsung Galaxy Tab A 10.5

#### 2019
- Samsung Galaxy Tab A 10.1
- Samsung Galaxy Tab A 8.0
- Samsung Galaxy Tab A 8.0 Kids Edition

#### 2020
- Samsung Galaxy Tab A 8.4
- Samsung Galaxy Tab A7

#### 2021
- Samsung Galaxy Tab A7 Lite
- Samsung Galaxy Tab A8

#### 2023
- Samsung Galaxy Tab A9
- Samsung Galaxy Tab A9+
- Samsung Galaxy Tab A9 Kids Edition
- Samsung Galaxy Tab A9+ Kids Edition

### Samsung Galaxy Tab E
| 2014 | Samsung Galaxy Tab E 8.4  |
| 2014 | Samsung Galaxy Tab E 10.5 |
| 2015 | Samsung Galaxy Tab E 9.6  |
| 2016 | Samsung Galaxy Tab E 8.0  |

Seria Samsung Galaxy Tab E este o linie de tablete entry-level.

#### 2014
- Samsung Galaxy Tab E 7.0
- Samsung Galaxy Tab E 8.4
- Samsung Galaxy Tab E 10.5

#### 2015
- Samsung Galaxy Tab E 9.6 (T560, T561)

#### 2016
- Samsung Galaxy Tab E 8.0 (T375, T377)[4]

### Samsung Galaxy Tab Active
| 2014 | Samsung Galaxy Tab Active      |
| 2014 | Samsung Galaxy Tab Active LTE  |
| 2015 |                                |
| 2016 |                                |
| 2017 | Samsung Galaxy Tab Active 2    |
| 2018 |                                |
| 2019 | Samsung Galaxy Tab Active Pro  |
| 2020 | Samsung Galaxy Tab Active3     |
| 2021 |                                |
| 2022 | Samsung Galaxy Tab Active4 Pro |

Seria Samsung Galaxy Tab Active este o linie de tablete robuste mid-range concepute pentru utilizare în exterior, în oglindă cu seria Galaxy XCover. Aplicațiile includ logistica, construcțiile și primul răspuns.

#### 2014
- Samsung Galaxy Tab Active[5][6]

#### 2017
- Samsung Galaxy Tab Active 2[7]

#### 2019
- Samsung Galaxy Tab Active Pro [8]

#### 2020
- Samsung Galaxy Tab Active3[9]

#### 2022
- Samsung Galaxy Tab Active4 Pro[10]

#### 2024
- Samsung Galaxy Tab Active5[11]

### Samsung Galaxy Tab Note
| 2012 | Samsung Galaxy Note 10.1              |
| 2013 | Samsung Galaxy Note 8.0               |
| 2013 | Samsung Galaxy Note 10.1 2014 Edition |
| 2014 | Samsung Galaxy Note Pro 12.2          |

Seria Galaxy Tab Note a fost o linie de tablete cu stylus.

#### 2012
- Samsung Galaxy Note 10.1

#### 2013
- Samsung Galaxy Note 8.0
- Samsung Galaxy Note 10.1 2014 Edition

#### 2014
- Samsung Galaxy Note Pro 12.2